# اسکاتسکرافان
اسکاتسکرافان (به سوئدی: Skatteskrapan) یک ساختمان بلندمرتبه در سوئد است که در بخش استکهلم واقع شده‌است.